# Rue Lancret
Pour les articles homonymes, voir Lancret.
La rue Lancret est une voie du 16e arrondissement de Paris, en France.

## Situation et accès
Longue de 62 mètres, elle commence au 138, avenue de Versailles et finit au 10, rue Jouvenet et au 2, square Jouvenet.
Le quartier est desservi par la ligne 9 à la station Exelmans.

## Origine du nom

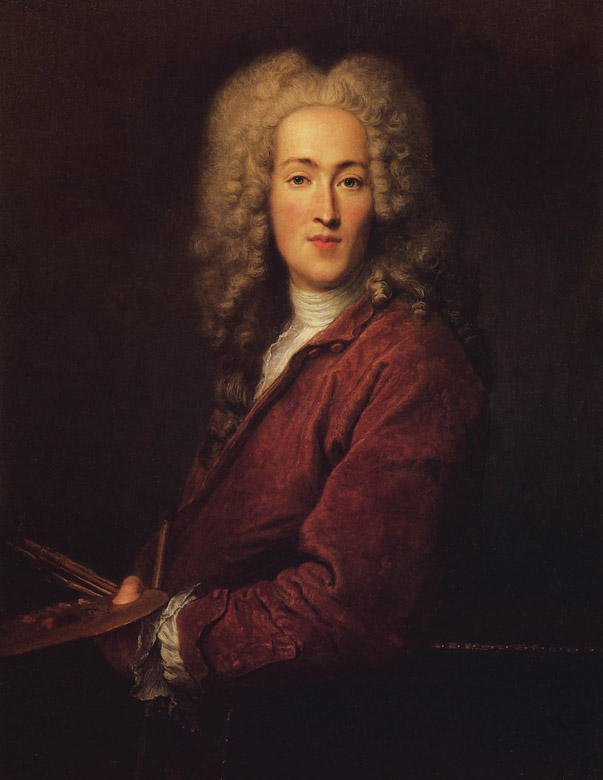
Le peintre Nicolas Lancret (vers 1720).

Elle est nommée en l'honneur du peintre dessinateur et graveur français Nicolas Lancret (1690-1743).

## Historique
Cette voie de l'ancienne commune d'Auteuil est ouverte par un arrêté du 27 septembre 1837 sous le nom de « passage des Miracles » et est rattachée à la voirie parisienne par un décret du 23 mai 1863, avant de prendre sa dénomination actuelle par un décret du 24 août 1864.

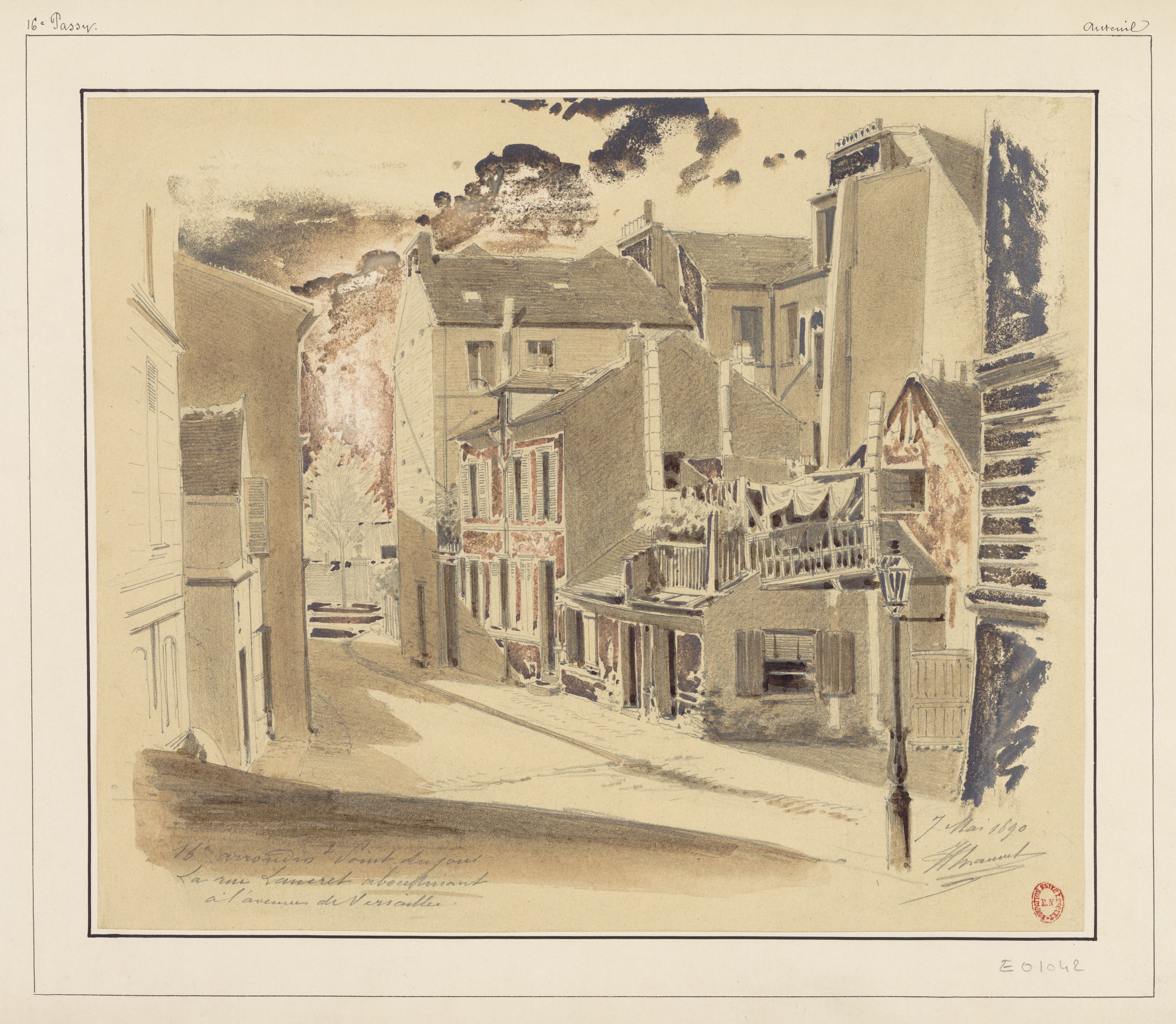
Vue de la rue en 1890 (dessin de Jules-Adolphe Chauvet).

## Bâtiments remarquables et lieux de mémoire
- No 1 : immeuble Jassedé (architecte : Hector Guimard) aux 142, avenue de Versailles et 1, rue Lancret, inscrit sur la liste des monuments historiques.
- Villa Alexandre-Tansman.

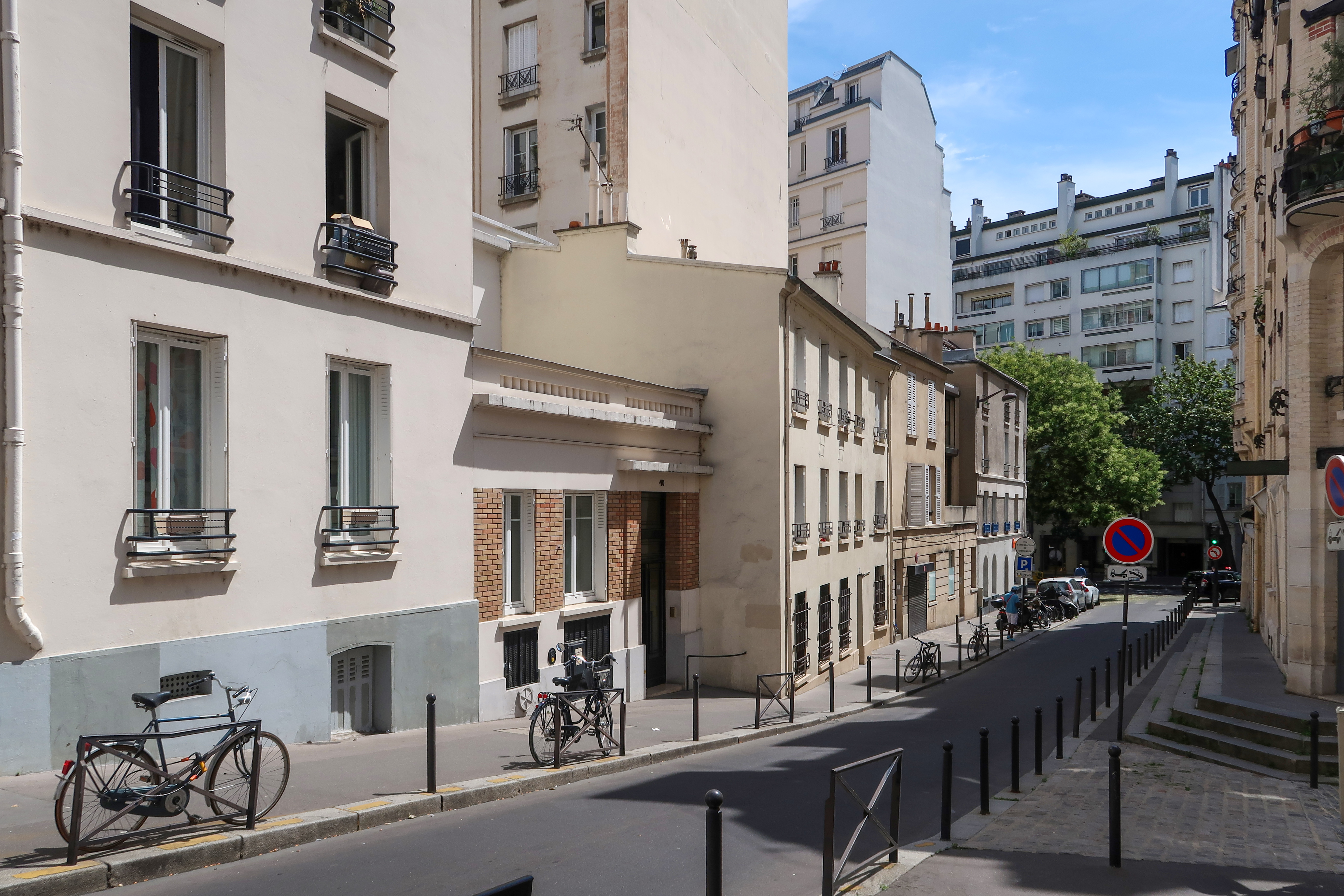
Vue depuis la rue Jouvenet.
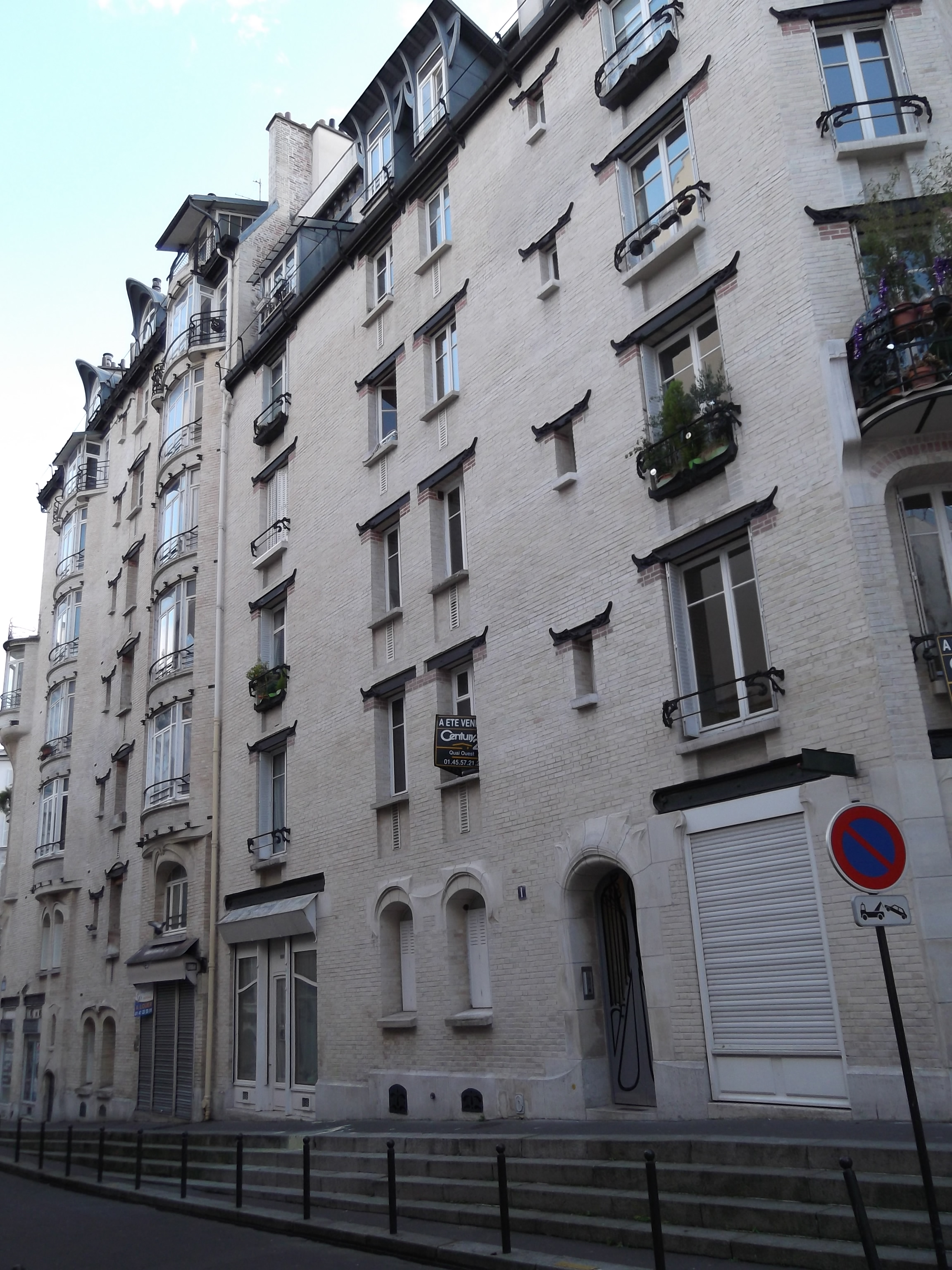
No 1